# Gesneria pumila
Gesneria pumila är en tvåhjärtbladig växtart som beskrevs av Olof Swartz. Gesneria pumila ingår i släktet Gesneria och familjen Gesneriaceae.

## Underarter
Arten delas in i följande underarter:
- G. p. mimuloides
- G. p. neglecta
- G. p. proctorii
- G. p. pumila